# Polateli
Polateli (kurd. Spenaq) ist eine Kreisstadt und ein Landkreis in der südostanatolischen Provinz Kilis. Polateli liegt zentral in dieser Provinz und grenzt im Norden an die Provinz Gaziantep. Frühere Ortsnamen lauteten Güldüzü und Ispanak. Die im Stadtlogo manifestierte Jahreszahl (1995) dürfte ein Hinweis auf das Jahr der Erhebung zur Stadtgemeinde (Belediye) sein.

## Landkreis
Der Landkreis entstand 1995 mit Gründung der Provinz Kilis. Durch die Verordnung Nr. 550 wurde aus dem Landkreis Kilis der Provinz Gaziantep der Bucak Güldüzu (VZ 1990: 5.998 Einw.) ausgegliedert, umbenannt und in die neue Provinz verlagert. Zehn Jahre später wurde bei der letzten Volkszählung eine Einwohnerschaft des neuen Kreises von 5.450 ermittelt, davon 683 in der Kreisstadt.
Ende 2020 hat der Kreis immer noch die kleinste Fläche und die niedrigste Bevölkerungszahl der Provinz. Die Kreisstadt (Merkez) beherbergt 22 Prozent der Landkreisbevölkerung. Der Kreis besteht des Weiteren noch aus 16 Dörfern (Köy, Mehrzahl Köyler) mit durchschnittlich 2490 Einwohnern pro Dorf. Fünf Dörfer haben mehr Einwohner als der Durchschnitt, ebenso viel Dörfer haben weniger als 100 Einwohner. Yeniyapan ist mit 589 Einwohnern das größte Dorf, dicht gefolgt von Bağarası (582) und Yılanca (576 Einw.).

## Ergebnisse der Bevölkerungsfortschreibung
Die nachfolgende Tabelle zeigt den vergleichenden Bevölkerungsstand am Jahresende für die Provinz Kilis, den Landkreis und die Stadt Polateli sowie deren jeweiligen Anteil an der übergeordneten Verwaltungsebene. Die Zahlen basieren auf dem 2007 eingeführten adressbasierten Einwohnerregister (ADNKS). Die beiden letzten Wertzeilen entstammen Volkszählungsergebnissen.

| 0Jahr0 | Provinz | Landkreis | Landkreis | Stadt | Stadt |
| 0Jahr0 | abs.    | %         | abs.      | %     | abs.  |
| ------ | ------- | --------- | --------- | ----- | ----- |
| 2020   | 142.792 | 3,57      | 5.103     | 22,03 | 1.124 |
| 2019   | 142.490 | 3,61      | 5.137     | 21,90 | 1.125 |
| 2018   | 142.541 | 3,76      | 5.361     | 22,03 | 1.181 |
| 2017   | 136.319 | 3,81      | 5.190     | 21,62 | 1.122 |
| 2016   | 130.825 | 3,98      | 5.213     | 20,87 | 1.088 |
| 2015   | 130.655 | 3,94      | 5.151     | 20,21 | 1.041 |
| 2014   | 128.781 | 4,12      | 5.306     | 20,15 | 1.069 |
| 2013   | 128.586 | 4,22      | 5.431     | 20,18 | 1.096 |
| 2012   | 124.320 | 4,38      | 5.448     | 18,52 | 1.009 |
| 2011   | 124.452 | 4,40      | 5.482     | 18,39 | 1.008 |
| 2010   | 123.135 | 4,49      | 5.523     | 18,31 | 1.011 |
| 2009   | 122.104 | 4,57      | 5.575     | 17,60 | 0981  |
| 2008   | 120.991 | 4,60      | 5.565     | 18,24 | 1.015 |
| 2007   | 118.457 | 4,63      | 5.488     | 20,74 | 1.138 |
| 2000   | 114.724 | 4,75      | 5.450     | 12,53 | 0683  |
| 1997   | 109.908 | 5,38      | 5.917     | 13,55 | 0802  |